# Atomistique (jeu de rôle)
Pour les articles homonymes, voir Atomistique (homonymie).
Dans le domaine des jeux de rôle sur table, le terme atomistique désigne une théorie qui consiste à décomposer un jeu de rôle en quatre sous-jeux, quatre sources de plaisir, quatre « atomes » (anglais : keys). Cette théorie a été développée par Thomas Munier et s'appuie sur les 4 Keys 2 Fun développés par Nicole Lazzaro en 2012.
Les quatre atomes considérés sont :
- jeu tactique (anglais : hard fun) ;
- jeu moral (anglais : serious fun) ;
- jeu social (anglais : people fun) ;
- jeu esthétique (anglais : easy fun).